# Ejército de Tierra Croata

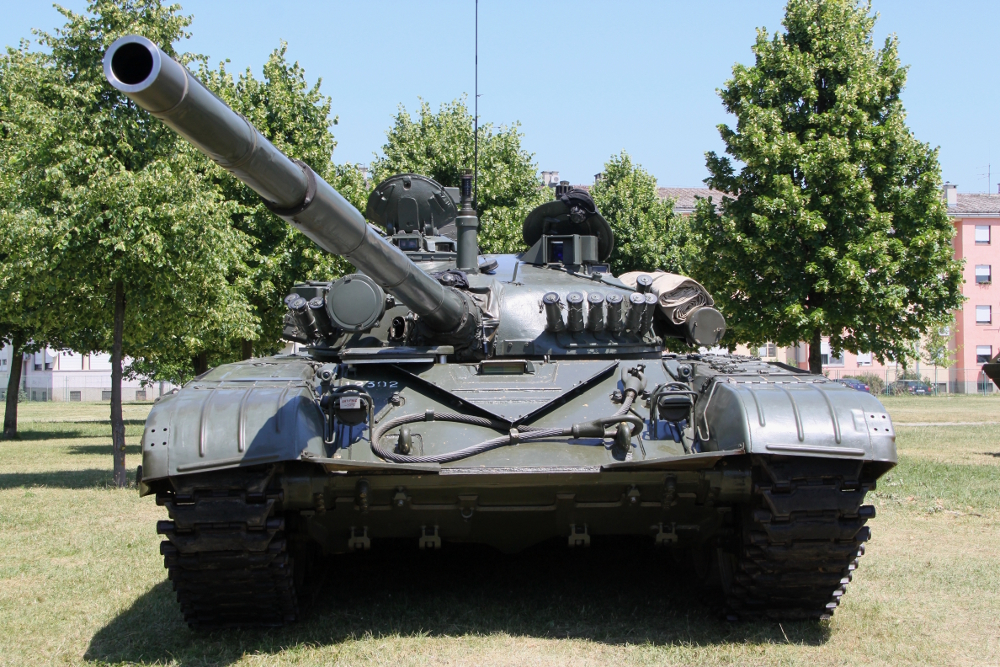
M-84.

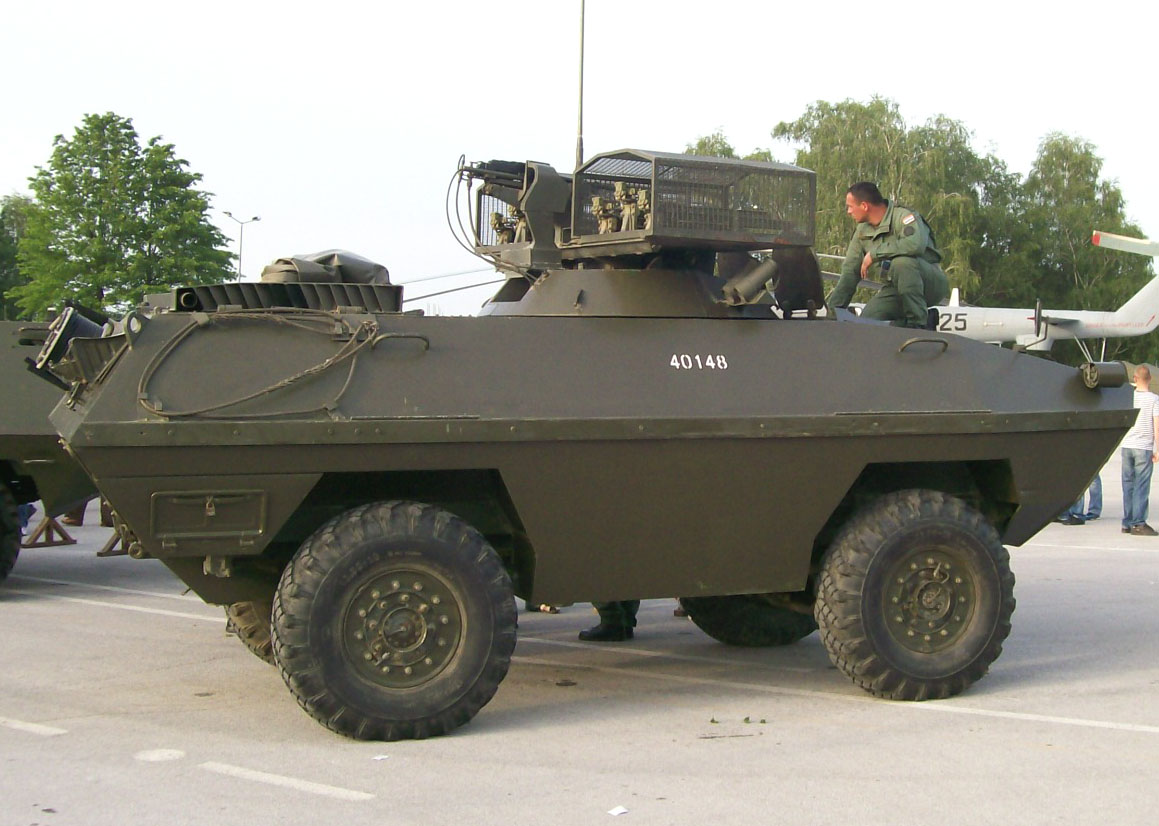
BOV POLO M 83.

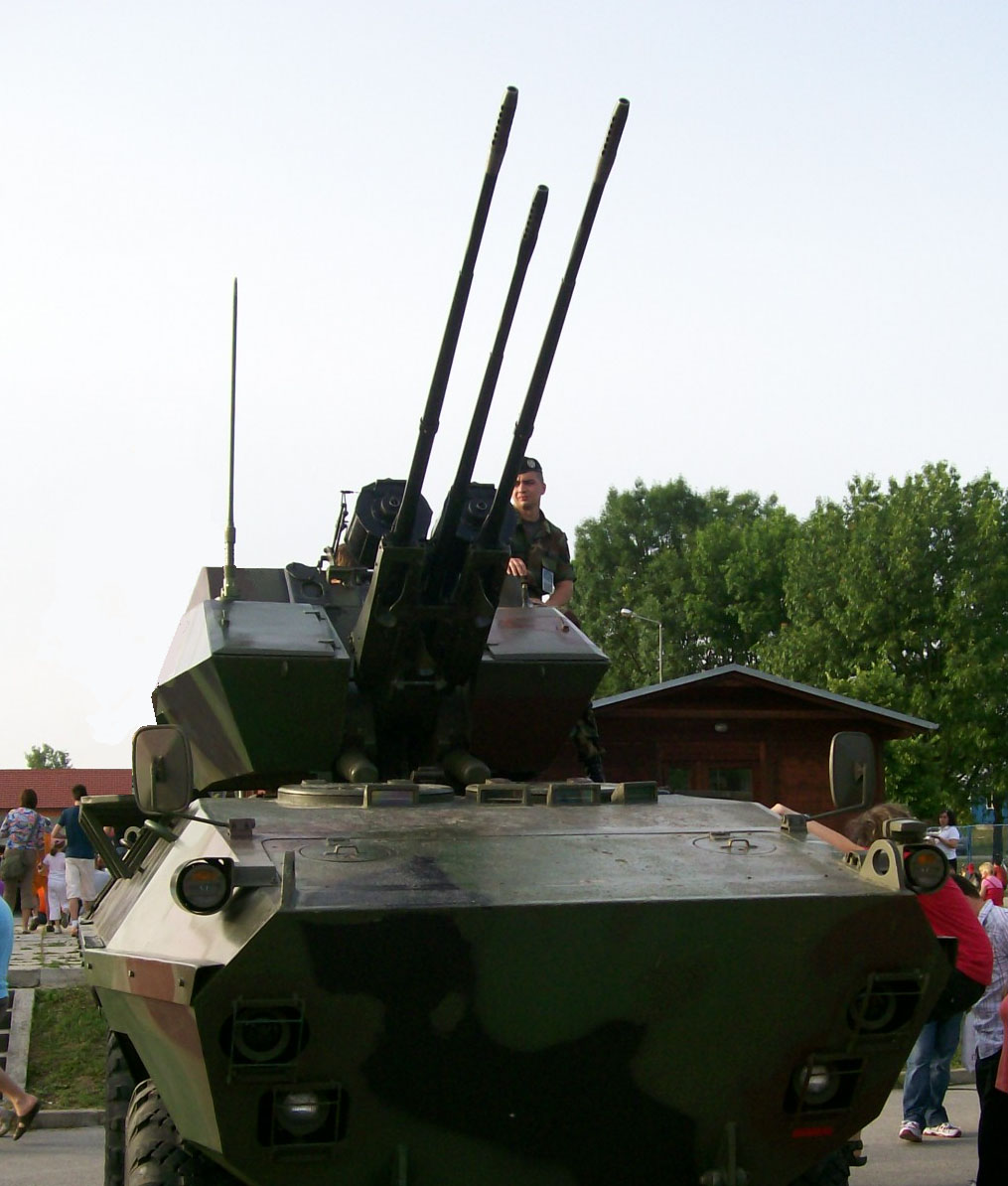
BOV 3/20.

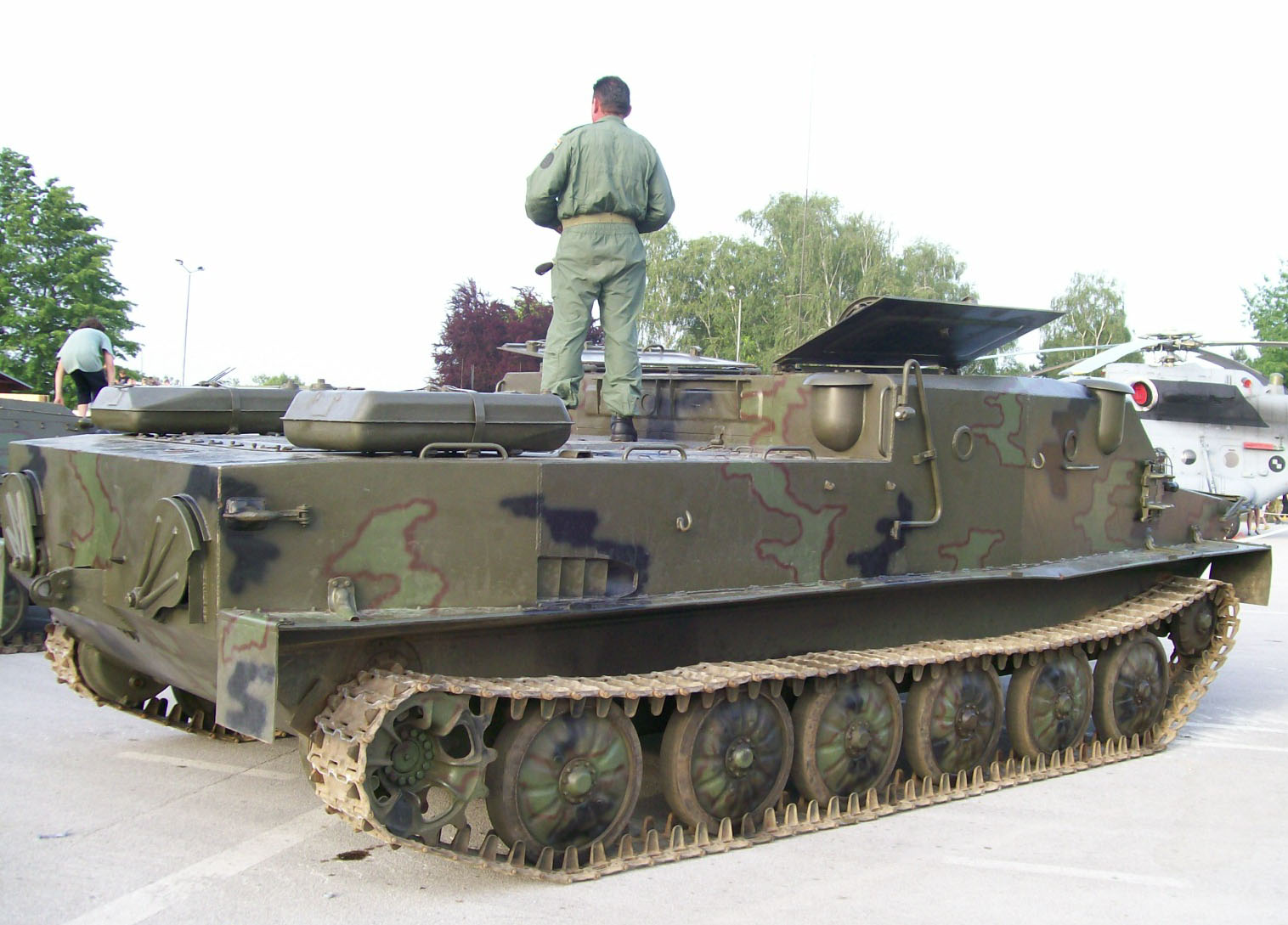
BTR-50P.

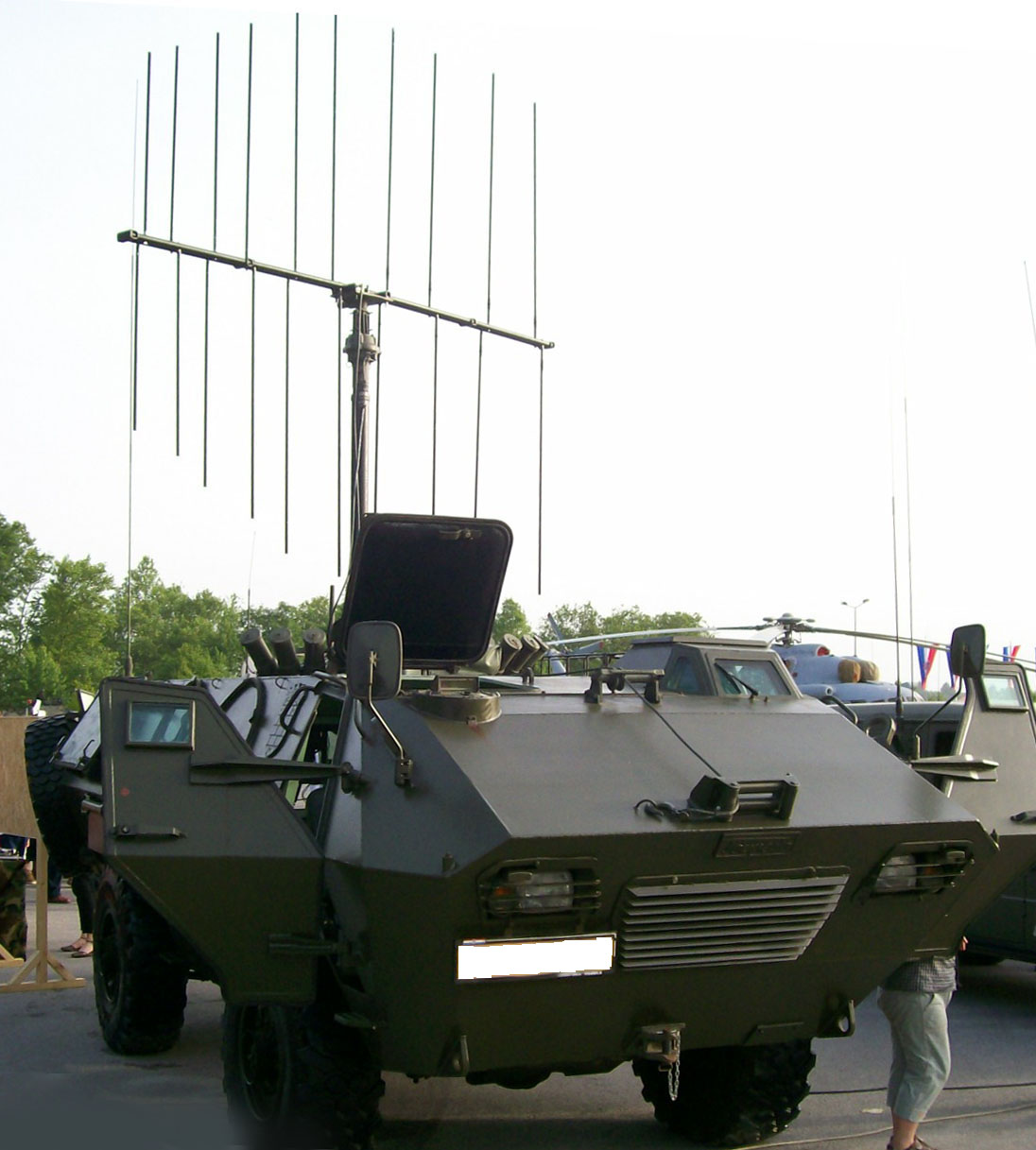
LOV-T1.

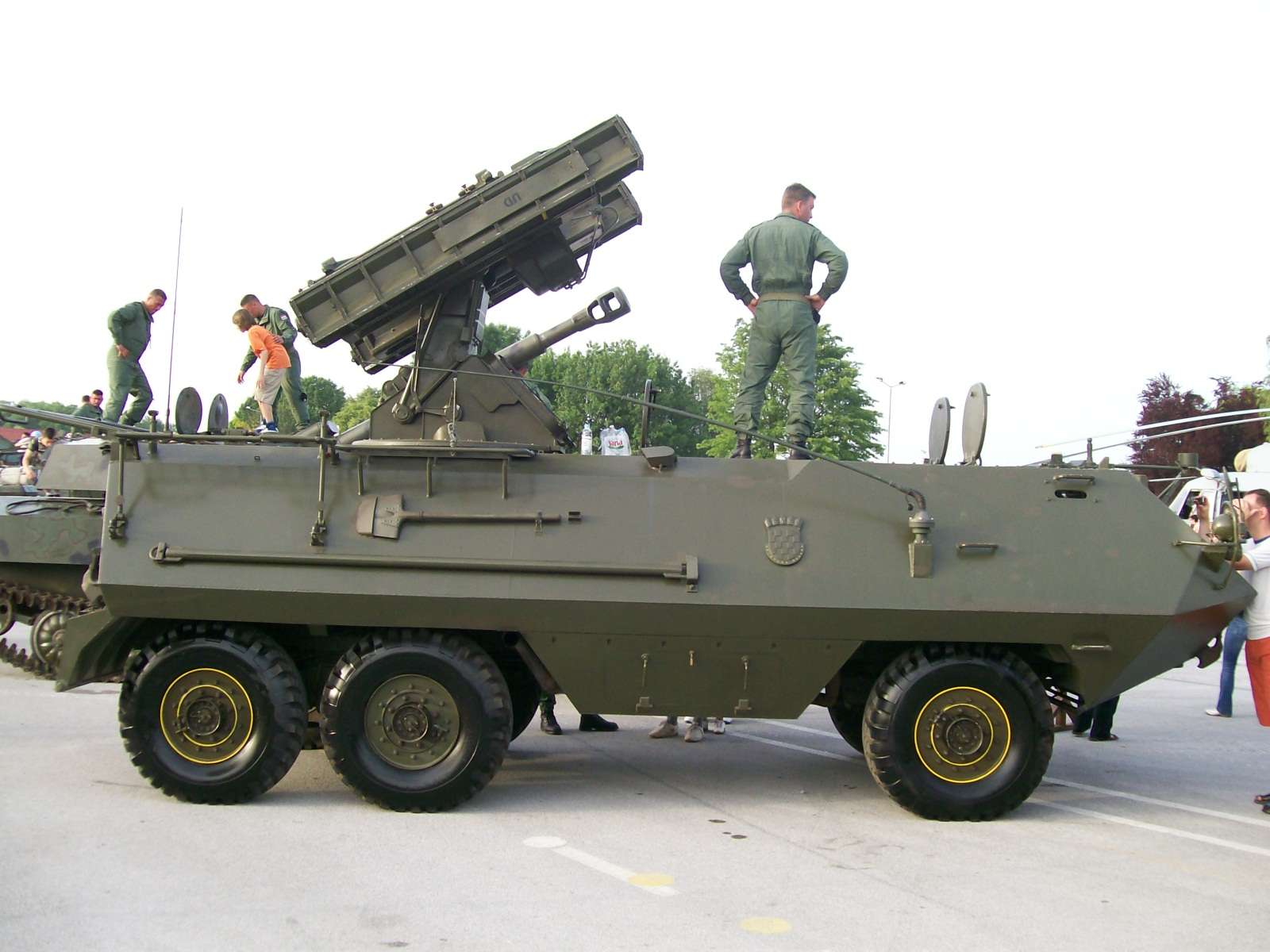
SLRS S-10CRO A1.

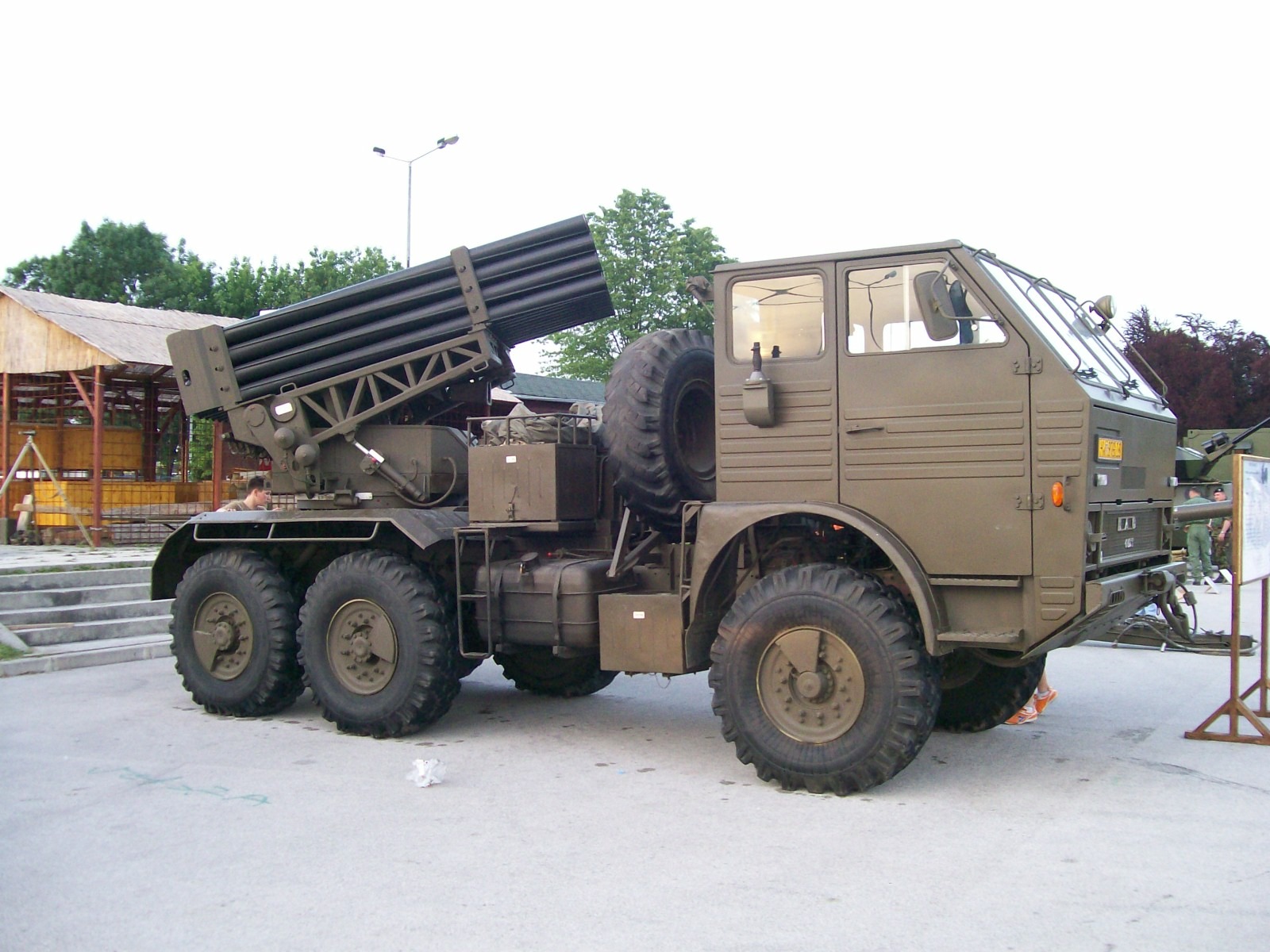
SVLR 122mm BM-21.

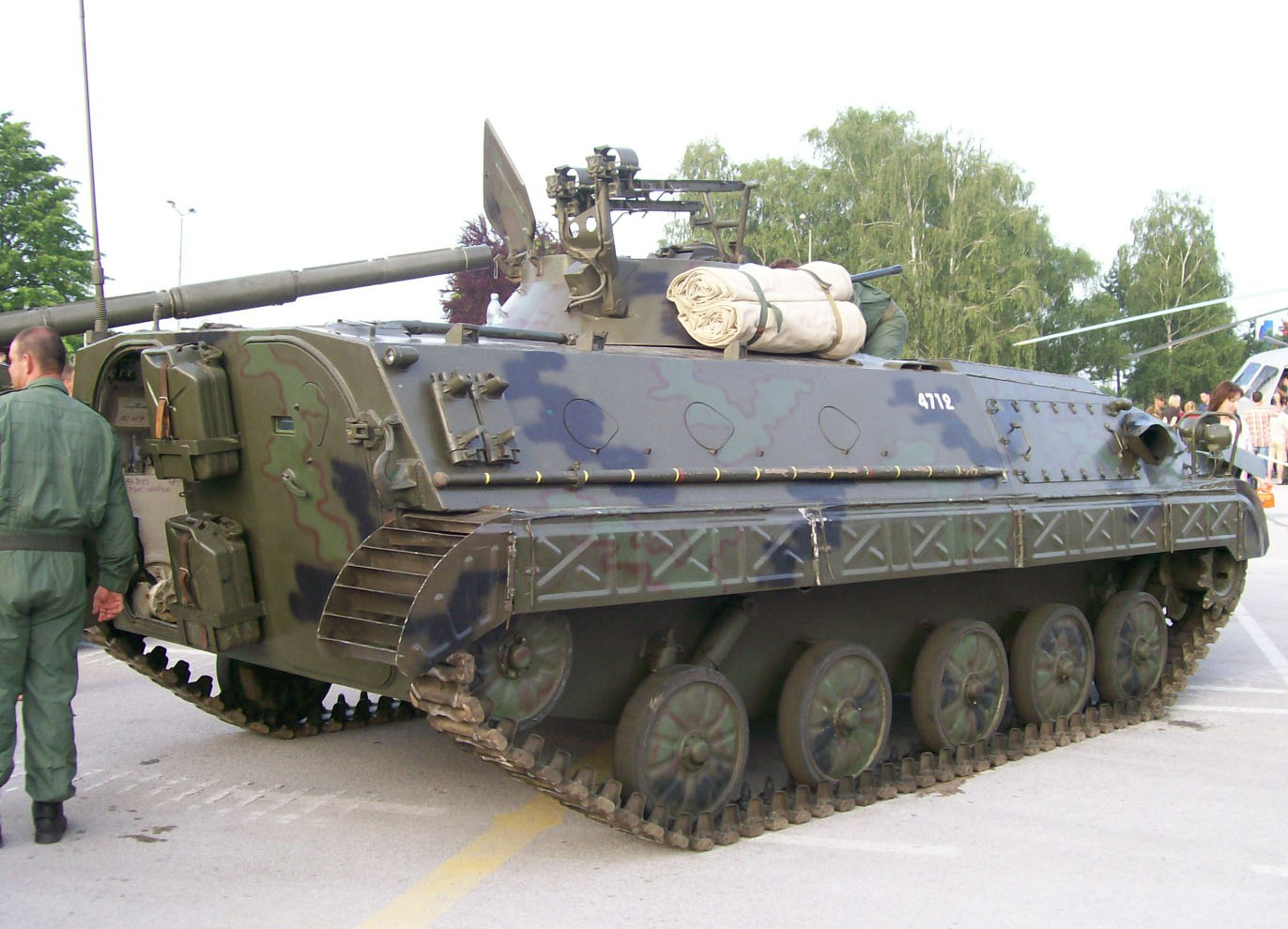
BVP M 80A.

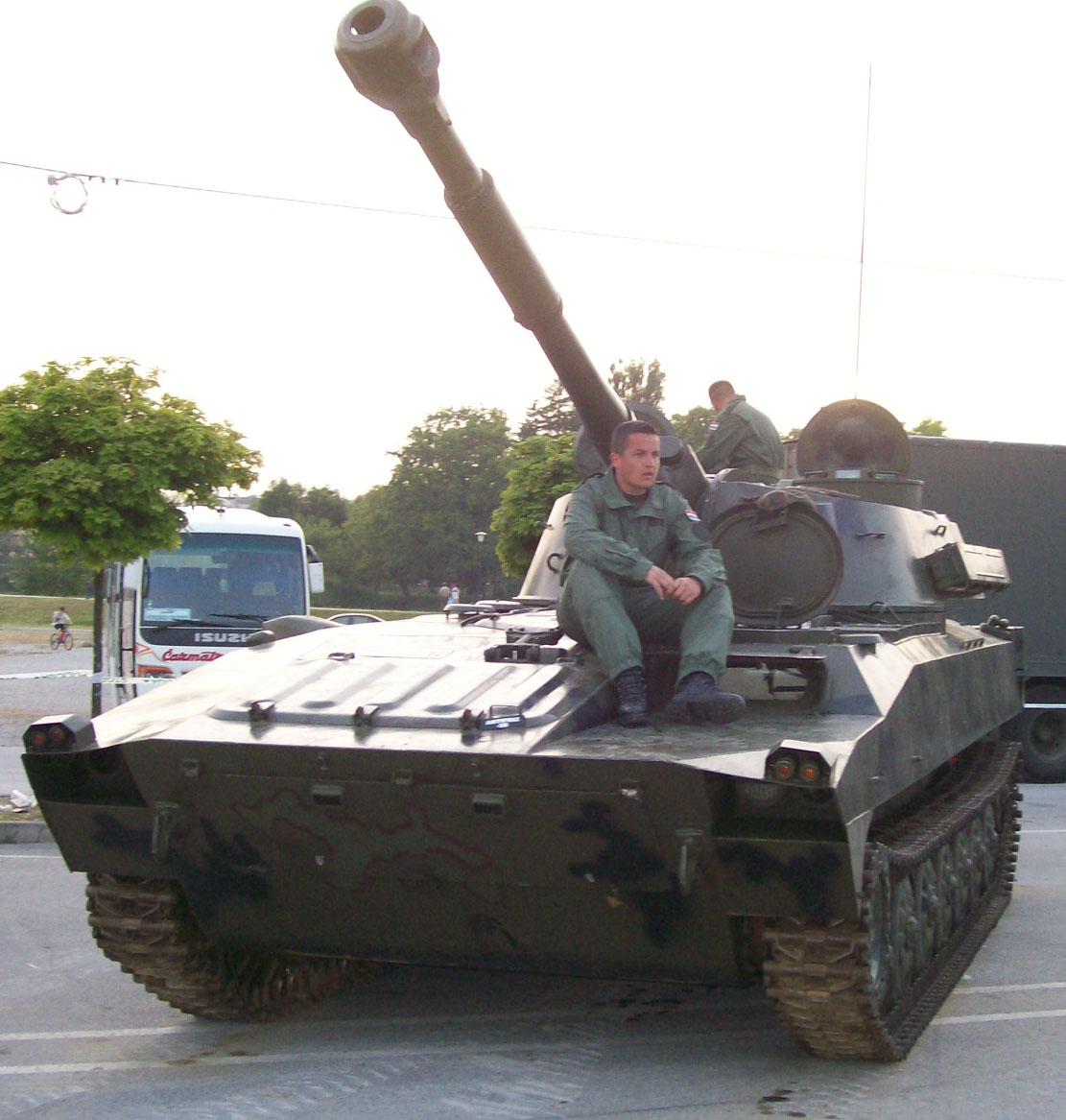
2S1 Gvozdika.

El Ejército de Tierra Croata (en croata: Hrvatska kopnena vojska) es la rama terrestre de las Fuerzas Armadas de Croacia. Conjuntamente con la Armada y la Fuerza Aérea, tiene asignado la misión de garantizar la soberanía e independencia de Croacia defendiendo su integridad territorial.

## Equipamiento

### Armas de infantería
- HS 2000 pistola estándar calibre 9 mm.
- HS Produkt VHS fusil de asalto estándar calibre 5,56 mm.
- Zastava M70 fusil de asalto calibre 7,62 mm.
- HK G36 fusil de asalto calibre 5,56 mm. (15,500+ más serán adquiridos, para ser usados por las fuerzas croatas desplegadas en la misión ISAF)
- FN FAL fusil de asalto calibre 7,62 mm.
- FN F2000 fusil de asalto calibre 5,56 mm. (fuerzas especiales)
- Colt M4 fusil de asalto calibre 5,56 mm. (fuerzas especiales)
- ERO copia del subfusil israelí Uzi calibre 9 mm.
- HK MP5 subfusil calibre 9 mm.
- FN MAG ametralladora ligera calibre 7,62 mm.
- FN Minimi ametralladora ligera calibre 5,56 mm.
- Ultimax 100 ametralladora ligera calibre 5,56 mm.
- Browning M2 ametralladora pesada calibre 12,7 mm.
- Sako TRG fusil francotirador calibre 7,62 mm. (fuerzas especiales)
- MACS M3 fusil francotirador calibre 12,7 mm.
- RT-20 fusil francotirador calibre 20 mm.
- M24 SWS fusil francotirador calibre 7,62 mm.
- Barrett M82 fusil francotirador calibre 12,7 mm. (fuerzas especiales)
- RBG-6 Lanza-granadas múltiple 40 mm.
- Mk 19 Lanza-granadas automático 40 mm.

### Armas antitanque
- 9K115-2 Metis-M (23) - Misil antitanque
- 9K111 Fagot (119) - Misil antitanque (reserva - siendo reemplazados por modernos lanzadores acordes a los estándares de la OTAN)
- M80 Zolja (1000+) - Lanzacohetes antitanque
- RL90 M95  (500) - Lanzacohetes antitanque (variante croata del lanzador "Osa")
- Spike-ER - Misil Anti-carro de manufactura Israelí, (40 lanzaderas, 320 misiles)

### Armas antiaéreas
- 9K38 Igla (67) MANPADS (serán modernizados en el 2010)
- 9K32 Strela-2 (513) MANPADS (parte en reserva)
- S-10CRO (10) (variante croata del SA-13)
- Bofors L/70 AA cañones de 40 mm (54)

### Unidades blindadas
Siguiendo el plan a largo plazo del Gobierno Croata, el Ejército croata contará con 104 carros de combate operativos y modernizados para el 2015.

#### Carros de combate principal
- M-95 Degman (2 unidades) - 20 prototipos construidos, y partes para 3 unidades adicionales, algunas torretas y orugas de repuesto para unidades adicionales.
- M-84A4 Snajper (72 unidades) - todos los carros de este tipo se actualizaron al estándar A4 a fines del 2008, en proceso de modernización al estándar M-84D.
- M-84D (8 unidades)  - 80 carros de este tipo se actualizaron a este estándar, actualización en marcha, y en el plan se pretende tener a la totalidad total de los M-84A4 al estándar M-84D al final del año 2012.

#### Vehículos blindados de combate
- BVP M-80 (128 unidades) - 104 en espera de una modernización, 24 en procesos de conversión
- BTR-50PK (26 unidades) - son reemplazados con los Patria AMV para 2010.
- Patria AMV (126 unidades) - fabricados bajo licencia por la empresa Đuro Đaković.
- BOV-1  (37 unidades) - versión APC y antitanque.
- LOV-1 (45 unidades) - vehículo de transporte de tropas ligero, de desarrollo propio.
- Iveco LMV (94 unidades) - en proceso de entrega, entrarán en servicio entre 2010-2012
- HMMWV (42 unidades) - donados por el ejército de los Estados Unidos, usados por las fuerzas de la misión ISAF en Afganistán.
- Oshkosh M-ATV (162 unidades) - usados por las fuerzas de la misión ISAF en Afganistán.
- International MaxxPro (36 unidades) - usados por las fuerzas de la misión ISAF en Afganistán.
- RG-33 (20 unidades) - usados por las fuerzas de la misión ISAF en Afganistán.

### Artillería
- PzH2000 (15 unidades) Artillería autopropulsada.[1][2]
- 2S1 Gvozdika (9 unidades) Artillería autopropulsada.
- M-56 (48 unidades) Obús de 105 mm.
- D-30 RH M94 (54 unidades) Obús de 122 mm.
- M-46 (72 unidades) Obús de 130 mm.
- CITER 155 mm (18 unidades) Obús de 155 mm.
- RAK-12 (68 unidades) Sistema múltiple de lanzamiento de cohetes.
- BM-21 Grad (36 unidades) Sistema múltiple de lanzamiento de cohetes.
- M-57 (69 unidades) Mortero de 60 mm.
- M-74 (43 unidades) Mortero de 120 mm.
- M-96 (69 unidades) Mortero de 82 mm.

### Vehículos logísticos
Vehículos todoterreno
- Mercedes-Benz Clase G (324 unidades)
- Land Rover Wolf (32 unidades)
- Toyota Land Cruiser (80 unidades)
- Nissan Navara (80 unidades)

Camiones 5-15t (1200 unidades) 
- Mercedes-Benz
- Iveco
- MAN
- TAM (serán retirados en los próximos 3-5 años)
- FAP (serán retirados en los próximos 3-5 años)

Otros
- Ambulancias de Campo y Camiones y Vehículos de tracción 4x4 (4WD) (100)
- Vehículos especiales (150)

Nota: Nuevos vehículos están siendo introducidos rápidamente, gracias al programa de modernización de las fuerzas de Croacia, tras su admisión en la OTAN.
Vehículos transportadores de Equipos de Radio en servicio
- M60P/M60SAN (45) (APC's de diseño y construcción yugoslavos - chatarrizados y 2 en el museo del ejército)
- T-55 (192) (4 en el museo del ejército, el resto son usados como blanco de práctica; unas pocas unidades en almacenes)
- T-34/85 (33) (2 en el museo del ejército, y el resto son usados como blanco de prácticas)
- M-47 Patton (16) (2 en el museo del ejército, y el resto son usados como blanco de prácticas)
- BRDM-2 (9) (chatarrizados)
- PT-76 (9) (2 en el museo del ejército, dados de baja del servicio)
- BTR-60 (16) (2 en el museo del ejército, a la espera de ser chatarrizados)
- MT-LBu (6) (chatarrizados)
- ZSU-57-2 (2) (usados como blanco)
- M53/59 Praga (24) (2 en el museo del ejército, a la espera de ser chatarrizados)
- 9K11 Maljutka (360) (dados de baja del servicio)
- M55 3/20mm AA cannon (54) (2 en el museo del ejército, dados de baja del servicio)